# عوفیرا

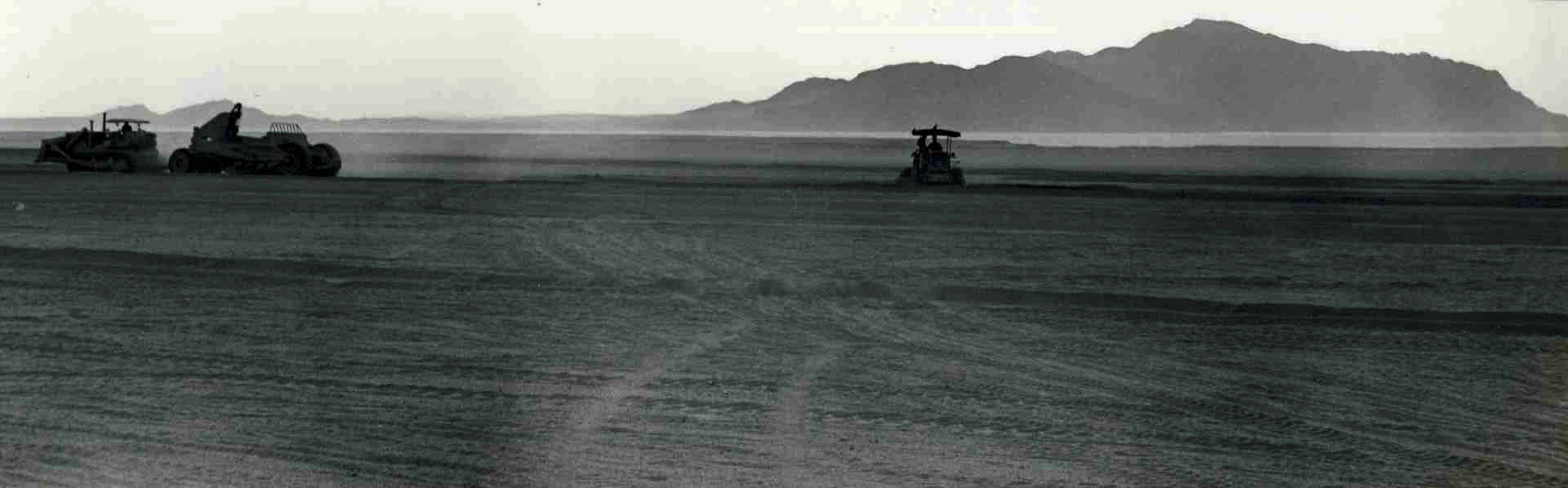
عوفیرا

عوفیرا (به عربی: عوفیرا) یک منطقهٔ مسکونی در مصر است.